# Jeongdong-myeon
Jeongdong-myeon (koreanska: 정동면) är en socken  i kommunen Sacheon i provinsen Södra Gyeongsang i den södra delen av Sydkorea, 300 km söder om huvudstaden Seoul. 